# Phanerotoma crabbi
Phanerotoma crabbi är en stekelart som beskrevs av Herbert Zettel 1990. Phanerotoma crabbi ingår i släktet Phanerotoma och familjen bracksteklar. Inga underarter finns listade i Catalogue of Life.